# Дяченко Амос Андрійович
Амо́с Андрі́йович Дяче́нко (нар. 14 (26) червня 1814, Яшники Лохвицького повіту Полтавської губернії, нині Лохвицького району Полтавської області — 7 (19) серпня 1852, Київ) — український математик і педагог. Доктор математики й астрономії (1851). Екстраординарний професор кафедри прикладної математики Імператорського університету святого Володимира (нині Київський національний університет імені Тараса Шевченка) від 1852 року. Надвірний радник (від 1849 року). Брат математика Микити Дяченка.

## Біографія
Народився в сім'ї дворянина Полтавської губернії. Рано залишився сиротою. Старший брат відвіз Амоса до Харкова і віддав там його в повітове училище. Закінчивши його, вступив до Слобідсько-Української гімназії, де 1831 року з успіхом закінчив курс наук. Після цього Дяченко вступив на медичний факультет Харківського університету, але через 4 роки перейшов на фізико-математичний факультет, який закінчив зі ступенем кандидата.
Після закінчення університету Дяченка призначили 1840 року в Кам'янець-Подільську чоловічу гімназію виконувати обов'язки вчителя математики, а 1843 року затвердили на цій посаді. 1846 року перемісили в Імператорський університет святого Володимира виконувати обов'язки ад'юнкт-професора кафедри чистої та прикладної математики. 1849 року Амосу Андрійовичу надали чин надвірного радника.
1850 року Дяченка, який витримав іспити та надав дисертацію «Про особливі розв'язки диференціальних рівнянь», удостоїли ступеня магістра, а 1851 року за працю «Про кривизну поверхонь» — ступеня доктора математики й астрономії. Обидві дисертації не було надруковано.
1852 року Амоса Андрійовича затвердили екстраординарним професором кафедри прикладної математики університету. Дяченко читав статику та динаміку по 4 години на тиждень, керуючись творами Лагранжа, Пуассона та Дюгамеля. Крім того, читав нарисну геометрію по 3 години на тиждень, дотримуючись творів Леруа і Валле. 1847 та 1848 року читав алгебраїчний аналіз і теорію рівнянь по 4 години на тиждень, опираючись на праці Фур'є, Коші, Лагранжа та Дробиша.
Указом Герольдії від 11 червня 1852 року Амос Дяченко затверджений у дворянстві, його внесено до другої частини родовідної книги Полтавської губернії .
Помер 7(19) серпня 1852 року від сухот у Києві. Унаслідок ранньої смерті жодних друкованих праць Дяченко після себе не залишив.
Після смерті в Амоса Дяченка залишилося двоє дітей: Микола та Катерина. У Миколи було два сини. Діти старшого сина Олексія Сашко та Іван (Альошенки) вступили під час колективізації у колгосп і під розкуркулення не попали. Меншого Василя, який залишився в селі Яшники на родовому дворищі у великій, хоч і старій, критій залізом хаті, під час колективізації розкуркулили й вигнали з хати. На їхньому дворищі була колгоспна пасіка та садок.
Дочка Амоса Дяченка Катерина вийшла заміж за Герасима Костянтиновича Красовського, писаря і економа пана Альбуковського. У них було три дочки — Маруся, Софія і Одарка, а також син Михайло. У внука Амоса Андрійовича Михайла Красовського (1865—1913) було дві дочки — Настя (1903—1990) і Улита. Син Насті, праправнук Амоса Дяченка, Іван Павленко (1923—2000), Відмінник народної освіти УРСР, залишив у рукопису родинні спогади, які родина видала після його смерті під назвою «Від роду до роду» (Луцьк, видавництво «Терен», 2009), де досить детально описано долю нащадків Амоса Дяченка, серед яких син Івана Павленка Григорій Павленко, Заслужений вчитель України. Вчителями також стали: сестра Івана Павленка Давидович Марія, дочка Івана Павленка Наталія Бизова, син Григорія Павленка Юрій Павленко.